# Meliton Kantaria
Meliton Varlamovič Kantaria (in georgiano მელიტონ ვარლამიშ სქი ქანთარია?, Meliton Varlamis dze Kantaria, in russo Мелитон Варламович Кантария?, Meliton Varlamovič Kantarija; Jvari, 5 ottobre 1920 – Mosca, 27 dicembre 1993) è stato un militare sovietico di etnia georgiana.
Eroe dell'Unione Sovietica e sergente dell'Armata Rossa venne riconosciuto ufficialmente come il soldato sovietico che, insieme al sergente Michail Egorov, innalzò per primo, durante la battaglia di Berlino, la bandiera rossa dell'URSS con falce e martello sul tetto del palazzo del Reichstag alle ore 22:50 del 30 aprile 1945

## Biografia
Nato in una famiglia contadina a Jvari, una piccola città della Georgia, lavorò in diversi kolchoz prima di arruolarsi nell'Armata Rossa nel 1940 all'inizio della seconda guerra mondiale. Durante la Grande Guerra Patriottica, combatté nel reparto ricognizione del 756º Reggimento fucilieri della 150ª Divisione fucilieri, appartenente alla 3ª Armata d'assalto sovietica che, dopo alcuni anni di aspre e cruente campagne nei settori settentrionale e centrale del fronte, venne assegnata nel 1944 al 1° Fronte Bielorusso che avanzava lungo la direttrice strategica Varsavia-Berlino.
Durante la decisiva battaglia di Berlino, la 3ª Armata d'assalto, sempre assegnata al 1° Fronte Bielorusso del maresciallo Georgij Žukov, raggiunse per prima la periferia settentrionale della capitale tedesca e iniziò ad avanzare nell'area urbanizzata superando l'accanita resistenza nemica. La 150ª Divisione fucilieri si trovò impegnata nel settore cruciale del campo di battaglia e arrivò nei pressi del palazzo del Reichstag, designato dal comando sovietico come obiettivo più importante e luogo simbolico della vittoria. Il 756º Reggimento nella giornata del 30 aprile 1945 attaccò direttamente il Reichstag e ricevette una delle famose bandiere rosse della Vittoria che avrebbero dovuto essere innalzate sul palazzo; considerato soldato esperto e determinato, Meliton Kantaria, insieme al sergente Michail Egorov ricevette la bandiera N. 5 e venne designato a far parte della squadra del 756º Reggimento incaricata di compiere questa cruciale missione.
I combattimenti per la conquista del Reichstag furono accaniti e prolungati; i primi tre attacchi vennero respinti e solo al quarto attacco i soldati sovietici riuscirono a fare irruzione dentro il palazzo e ingaggiare una furiosa battaglia con la guarnigione tedesca asserragliata nei piani superiori e nel seminterrato. Secondo le relazioni sovietiche, Kantaria e Egorov effettuarono un primo tentativo nel pomeriggio del 30 aprile di raggiungere il tetto e innalzare la bandiera ma, dopo essere arrivati alla scalinata centrale e aver esposto il vessillo dal secondo piano, vennero fermati dai tedeschi e non poterono salire più in alto.

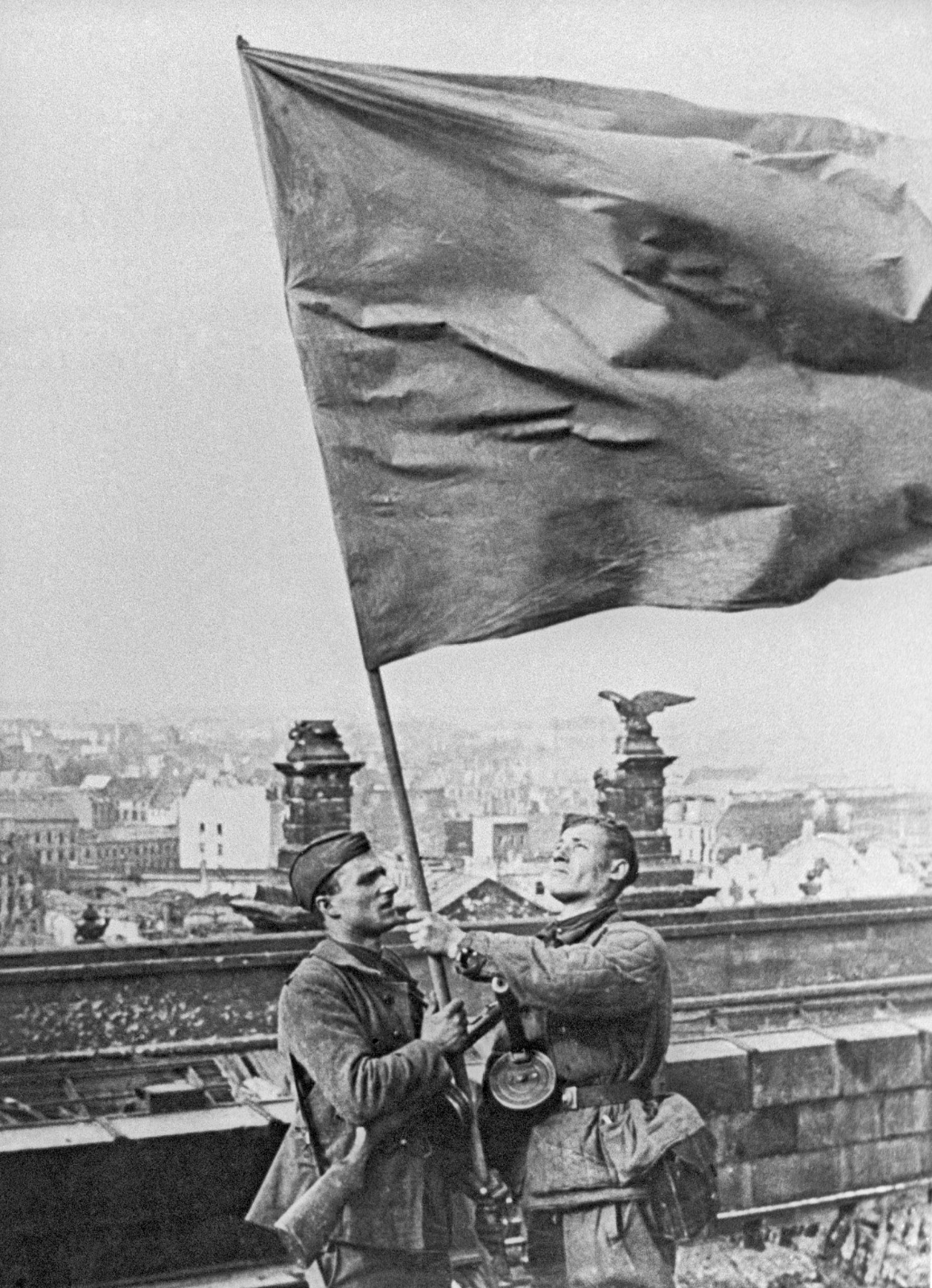
Meliton Kantaria, a sinistra, sventola insieme al sergente Michail Egorov la bandiera rossa della vittoria sul tetto del palazzo del Reichstag.

Il secondo assalto, sferrato in tarda serata, ebbe finalmente successo; il colonnello Zinčenko e il capitano Neustroev si recarono di persona al primo piano del Reichstag e convocarono Kantaria e Egorov spronandoli a fare un altro tentativo prima della notte per "andare lassù e alzare la bandiera" in tempo per la festa del 1º maggio. I due sergenti esploratori entrarono in azione portando la bandiera N. 5, mentre gli altri soldati sovietici del tenente Aleksej Berest tenevano impegnata la guarnigione tedesca. Kantaria e Egorov questa volta riuscirono a trovare una via di accesso secondaria, salirono sul tetto attraverso una scalata esterna posteriore e alle ore 22:50 del 30 aprile innalzarono la bandiera della Vittoria in cima al palazzo del Reichstag, mentre più in basso ancora continuavano i combattimenti.
La ricostruzione ufficiale sovietica assegnò quindi il merito dell'impresa a Meliton Kantaria e Michail Egorov; sembra tuttavia che in precedenza anche altri sovietici avessero innalzato vessilli rossi sul palazzo; le ricostruzioni sono abbastanza confuse ma sembra che i primi siano stati realmente la squadra del tenente Makov e del soldato Minin, e la squadra del soldato Sirochin. Sulla base di un decreto del Soviet Supremo dell'Unione Sovietica del 8 maggio 1946, Meliton Kantaria ricevette il titolo di Eroe dell'Unione Sovietica, l'onorificenza al valore più importante; i due sergenti divennero famosi in tutto il mondo come simboli della vittoria sovietica nella seconda guerra mondiale.

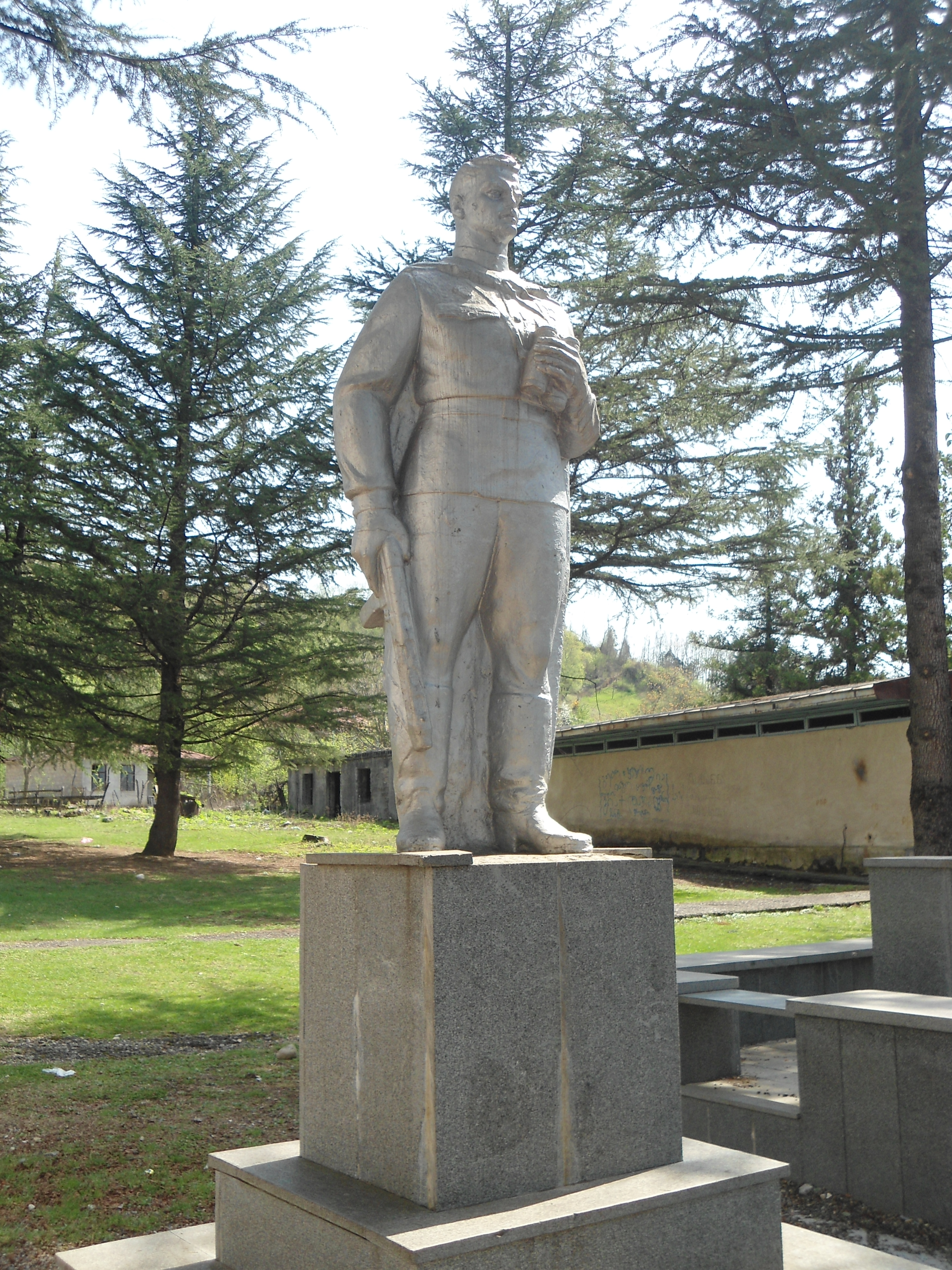
La statua dedicata a Meliton Kantaria nella sua città natale di Jvari, in Georgia.

Dopo essere stato smobilitato nel 1946, Kantaria fece ritorno in patria e in un primo tempo lavorò in una fattoria collettiva, dedicandosi al piccolo commercio. Si trasferì a Sukhumi, nella Repubblica socialista autonoma dell'Abcasia, divenne direttore di un negozio e nel 1947 entrò a far parte del PCUS; venne anche eletto al Soviet Supremo della Repubblica socialista autonoma dell'Abcasia.
Sembra che Meliton Kantaria avesse un carattere determinato e risoluto ma che non amasse rievocare il suo passato di guerra e la sua impresa del Reichstag. Nel 1965 tuttavia sfilò con la bandiera della vittoria insieme a Michail Egorov e a Konstantin Samsonov (comandante del I battaglione del 380º Reggimento durante la battaglia di Berlino) alla cerimonia di Mosca per la ricorenza dei venti anni dalla vittoria. Portò lo stendardo anche alla parata per il 1º maggio 1970.
Dopo la dissoluzione dell'Unione Sovietica, venne coinvolto nella guerra tra Georgia e Abcasia, e fu costretto ad abbandonare insieme alla famiglia la sua residenza di Ochamchire e partire per Tbilisi, e poi nel 1993 per Mosca. Con l'aiuto di un comitato di veterani, era riuscito a ottenere per la sua famiglia numerosa un piccolo monolocale temporaneo alla periferia della capitale. Morì il 26 dicembre 1993, su un treno in rotta per Mosca, dove viaggiava per ottenere lo status di rifugiato. Il certificato di morte venne rilasciato dall'Ospedale Clinico n. 64 della capitale russa. A causa delle ostilità non poté essere seppellito nel cimitero di famiglia in Abcasia.
Meliton Kantaria, protagonista di uno degli episodi più famosi della seconda guerra mondiale, era stato anche cittadino onorario della città di Berlino dall'8 maggio 1965 al 29 settembre 1992.